# Rozhamowanie
Rozhamowanie, odhamowanie (ang. disinhibition) to termin w psychologii używany do opisu braku samokontroli objawiającej się na kilka sposobów, m.in. niestosowaniem się do społecznych konwencji, słabym szacowaniem ryzyka oraz innymi zaburzeniami związanymi z kontrolą impulsów.
Rozhamowanie się może pojawić się u osoby, która doznała urazu mózgu, szczególnie płata czołowego, a ściślej jednej z czterech części kory przedczołowej – kory nadoczodołowej, lub ogólniej części brzusznej, które odpowiadają za kontrolę zachowania, np. odraczania przyjemności, przestrzegania norm społecznych. 
Oznacza to, że osoba po np. chirurgicznej operacji mózgu (w wyniku której doszło do uszkodzenia tych rejonów), która przed operacją zachowywała się zgodnie z przyjętymi w społeczeństwie normami, po operacji może przejawić tendencję do np. nieumiarkowanego spożycia alkoholu lub hiperseksualności połączonej z brakiem oszacowania ryzyka swoich zachowań seksualnych.